# Mistrzostwa Świata w Pływaniu na krótkim basenie 2010
10. Mistrzostwa Świata w Pływaniu na krótkim basenie odbyły się w dniach 15–19 grudnia 2010 roku w Dubaju (Zjednoczone Emiraty Arabskie).
Dubaj został wybrany na gospodarza Mistrzostw Świata na spotkaniu FINA 9 kwietnia 2006 w Szanghaju. W głosowaniu pokonał turecki Stambuł stosunkiem głosów 11 do 10.
W mistrzostwach wystąpiło 708 zawodników ze 138 krajów, w tym siedmiu reprezentantów Polski.

## Tabela medalowa
| Pozycja | Państwo           |    |   |   | Razem |
| ------- | ----------------- | -- | - | - | ----- |
| 1       | Stany Zjednoczone | 12 | 6 | 7 | 25    |
| 2       | Rosja             | 4  | 4 | 2 | 10    |
| 3       | Hiszpania         | 4  | 2 | 2 | 8     |
| 4       | Chiny             | 3  | 5 | 6 | 14    |
| 5       | Francja           | 3  | 3 | 2 | 8     |
| 6       | Holandia          | 3  | 2 | 1 | 6     |
| 7       | Brazylia          | 3  | 1 | 4 | 8     |
| 8       | Południowa Afryka | 2  | 1 | 0 | 3     |
| 9       | Australia         | 1  | 7 | 3 | 11    |
| 10      | Tunezja           | 1  | 1 | 2 | 4     |
| 11      | Niemcy            | 1  | 1 | 1 | 3     |
| 11      | Szwecja           | 1  | 1 | 1 | 3     |
| 13      | Wenezuela         | 1  | 1 | 0 | 2     |
| 14      | Japonia           | 1  | 0 | 0 | 1     |
| 15      | Dania             | 0  | 1 | 2 | 3     |
| 15      | Węgry             | 0  | 1 | 2 | 3     |
| 17      | Austria           | 0  | 1 | 1 | 2     |
| 17      | Włochy            | 0  | 1 | 1 | 2     |
| 19      | Ukraina           | 0  | 1 | 0 | 1     |
| 19      | Wielka Brytania   | 0  | 1 | 0 | 1     |
| 21      | Bahamy            | 0  | 0 | 1 | 1     |
| 21      | Norwegia          | 0  | 0 | 1 | 1     |

## Wyniki

### Klucz
- WR – rekord świata
- ER – rekord Europy
- CR – rekord mistrzostw

### Mężczyźni
| Konkurencja:        | Złoto:                                                                                   | Czas          | Srebro:                                                                                   | Czas     | Brąz:                                                                             | Czas     |
| Styl dowolny        |                                                                                          |               |                                                                                           |          |                                                                                   |          |
| Mężczyźni 50 m      | César Cielo · Brazylia                                                                   | 20,51 CR      | Frédérick Bousquet · Francja                                                              | 20,81    | Josh Schneider · Stany Zjednoczone                                                | 20,88    |
| Mężczyźni 100 m     | César Cielo · Brazylia                                                                   | 45,74 CR      | Fabien Gilot · Francja                                                                    | 45,97    | Nikita Łobincew · Rosja                                                           | 46,35    |
| Mężczyźni 200 m     | Ryan Lochte · Stany Zjednoczone                                                          | 1:41,06       | Daniła Izotow · Rosja                                                                     | 1:41,70  | Oussama Mellouli · Tunezja                                                        | 1:42,02  |
| Mężczyźni 400 m     | Paul Biedermann · Niemcy                                                                 | 3:37,06       | Nikita Łobincew · Rosja                                                                   | 3:37,84  | Oussama Mellouli · Tunezja                                                        | 3:38,17  |
| Mężczyźni 1500 m    | Oussama Mellouli · Tunezja                                                               | 14:24,16      | Mads Glæsner · Dania                                                                      | 14:29,52 | Gergely Gyurta · Węgry                                                            | 14:31,47 |
| Styl grzbietowy     |                                                                                          |               |                                                                                           |          |                                                                                   |          |
| Mężczyźni 50 m      | Stanisław Doniec · Rosja                                                                 | 22,93 CR      | Sun Xiaolei · Chiny · Aschwin Wildeboer · Hiszpania                                       | 23,13    |                                                                                   |          |
| Mężczyźni 100 m     | Stanisław Doniec · Rosja                                                                 | 49,07 CR      | Camille Lacourt · Francja                                                                 | 49,80    | Aschwin Wildeboer · Hiszpania                                                     | 50,04    |
| Mężczyźni 200 m     | Ryan Lochte · Stany Zjednoczone                                                          | 1:46,68 CR    | Tyler Clary · Stany Zjednoczone                                                           | 1:49,09  | Markus Rogan · Austria                                                            | 1:49,96  |
| Styl klasyczny      |                                                                                          |               |                                                                                           |          |                                                                                   |          |
| Mężczyźni 50 m      | Felipe França Silva · Brazylia                                                           | 25,95 CR      | Cameron van der Burgh · Południowa Afryka                                                 | 26,03    | Aleksander Hetland · Norwegia                                                     | 26,29    |
| Mężczyźni 100 m     | Cameron van der Burgh · Południowa Afryka                                                | 56,80 CR      | Fabio Scozzoli · Włochy                                                                   | 57,13    | Felipe França Silva · Brazylia                                                    | 57,39    |
| Mężczyźni 200 m     | Naoya Tomita · Japonia                                                                   | 2:03,12 CR    | Dániel Gyurta · Węgry                                                                     | 2:03,47  | Brenton Rickard · Australia                                                       | 2:04,33  |
| Styl motylkowy      |                                                                                          |               |                                                                                           |          |                                                                                   |          |
| Mężczyźni 50 m      | Albert Subirats · Wenezuela                                                              | 22,40 CR      | Andrij Howorow · Ukraina                                                                  | 22,43    | Steffen Deibler · Niemcy                                                          | 22,44    |
| Mężczyźni 100 m     | Jewgienij Korotyszkin · Rosja                                                            | 50,23         | Albert Subirats · Wenezuela                                                               | 50,24    | Kaio de Almeida · Brazylia                                                        | 50,33    |
| Mężczyźni 200 m     | Chad le Clos · Południowa Afryka                                                         | 1:51,56       | Kaio de Almeida · Brazylia                                                                | 1:51,61  | László Cseh · Węgry                                                               | 1:51,67  |
| Styl zmienny        |                                                                                          |               |                                                                                           |          |                                                                                   |          |
| Mężczyźni 100 m     | Ryan Lochte · Stany Zjednoczone                                                          | 50,86         | Markus Deibler · Niemcy                                                                   | 51,69    | Siergiej Fiesikow · Rosja                                                         | 51,81    |
| Mężczyźni 200 m     | Ryan Lochte · Stany Zjednoczone                                                          | 1:50,08 WR    | Markus Rogan · Austria                                                                    | 1:52,90  | Tyler Clary · Stany Zjednoczone                                                   | 1:53,56  |
| Mężczyźni 400 m     | Ryan Lochte · Stany Zjednoczone                                                          | 3:55,50 WR    | Oussama Mellouli · Tunezja                                                                | 3:57,40  | Tyler Clary · Stany Zjednoczone                                                   | 3:57,56  |
| Styl dowolny        |                                                                                          |               |                                                                                           |          |                                                                                   |          |
| Mężczyźni 4 × 100 m | Alain Bernard · Frédérick Bousquet · Fabien Gilot · Yannick Agnel · Francja              | 3:04,78 CR ER | Jewgienij Łagunow · Siergiej Fiesikow · Nikita Łobincew · Daniła Izotow · Rosja           | 3:04,82  | Nicholas Santos · César Cielo · Marcelo Chierighini · Nicolas Oliveira · Brazylia | 3:05,74  |
| Mężczyźni 4 × 200 m | Nikita Łobincew · Daniła Izotow · Jewgienij Łagunow · Aleksandr Suchorukow · Rosja       | 6:49,04 WR    | Peter Vanderkaay · Ryan Lochte · Garrett Weber-Gale · Ricky Berens · Stany Zjednoczone    | 6:49,58  | Yannick Agnel · Fabien Gilot · Clément Lefert · Jérémy Stravius · Francja         | 6:53,05  |
| Styl zmienny        |                                                                                          |               |                                                                                           |          |                                                                                   |          |
| Mężczyźni 4 × 100 m | Nick Thoman · Michaił Aleksandrow · Ryan Lochte · Garrett Weber-Gale · Stany Zjednoczone | 3:20,99 CR    | Stanisław Doniec · Stanisław Ławtjuchow · Jewgienij Korotyszkin · Nikita Łobincew · Rosja | 3:21,61  | Guilherme Guido · Felipe França Silva · Kaio de Almeida · César Cielo · Brazylia  | 3:23,12  |

### Kobiety
| Konkurencja:    | Złoto:                                                                               | Czas          | Srebro:                                                                            | Czas    | Brąz:                                                                      | Czas       |
| Styl dowolny    |                                                                                      |               |                                                                                    |         |                                                                            |            |
| Kobiety 50 m    | Ranomi Kromowidjojo · Holandia                                                       | 23,37         | Hinkelien Schreuder · Holandia                                                     | 23,81   | Arianna Vanderpool-Wallace · Bahamy                                        | 24,04      |
| Kobiety 100 m   | Ranomi Kromowidjojo · Holandia                                                       | 51,45 CR      | Femke Heemskerk · Holandia                                                         | 52,18   | Natalie Coughlin · Stany Zjednoczone                                       | 52,25      |
| Kobiety 200 m   | Camille Muffat · Francja                                                             | 1:52,29 CR    | Katie Hoff · Stany Zjednoczone                                                     | 1:52,91 | Kylie Palmer · Australia                                                   | 1:52,96    |
| Kobiety 400 m   | Katie Hoff · Stany Zjednoczone                                                       | 3:57,07       | Kylie Palmer · Australia                                                           | 3:58,38 | Federica Pellegrini · Włochy                                               | 3:59,52    |
| Kobiety 800 m   | Erika Villaécija · Hiszpania                                                         | 8:11,61       | Mireia Belmonte · Hiszpania                                                        | 8:12,48 | Kate Ziegler · Stany Zjednoczone                                           | 8:12,84    |
| Styl grzbietowy |                                                                                      |               |                                                                                    |         |                                                                            |            |
| Kobiety 50 m    | Zhao Jing · Chiny                                                                    | 26,27 CR      | Rachel Goh · Australia                                                             | 26,54   | Mercedes Peris · Hiszpania                                                 | 26,80      |
| Kobiety 100 m   | Natalie Coughlin · Stany Zjednoczone                                                 | 56,08 CR      | Zhao Jing · Chiny                                                                  | 56,18   | Gao Chang · Chiny                                                          | 56,21      |
| Kobiety 200 m   | Alexianne Castel · Francja                                                           | 2:01,67       | Missy Franklin · Stany Zjednoczone                                                 | 2:02,01 | Zhou Yanxin · Chiny                                                        | 2:03,22    |
| Styl klasyczny  |                                                                                      |               |                                                                                    |         |                                                                            |            |
| Kobiety 50 m    | Rebecca Soni · Stany Zjednoczone                                                     | 29,83         | Leiston Pickett · Australia                                                        | 29,84   | Zhao Jin · Chiny                                                           | 29,90      |
| Kobiety 100 m   | Rebecca Soni · Stany Zjednoczone                                                     | 1:03,98 CR    | Leisel Jones · Australia                                                           | 1:04,26 | Ji Liping · Chiny                                                          | 1:04,79    |
| Kobiety 200 m   | Rebecca Soni · Stany Zjednoczone                                                     | 2:16,39 CR    | Sun Ye · Chiny                                                                     | 2:18,09 | Rikke Møller Pedersen · Dania                                              | 2:18,82    |
| Styl motylkowy  |                                                                                      |               |                                                                                    |         |                                                                            |            |
| Kobiety 50 m    | Therese Alshammar · Szwecja                                                          | 24,87 CR      | Felicity Galvez · Australia                                                        | 24,90   | Jeanette Ottesen · Dania                                                   | 25,24      |
| Kobiety 100 m   | Felicity Galvez · Australia                                                          | 55,43 CR      | Therese Alshammar · Szwecja                                                        | 55,73   | Dana Vollmer · Stany Zjednoczone                                           | 56,25      |
| Kobiety 200 m   | Mireia Belmonte · Hiszpania                                                          | 2:03,59 CR    | Jemma Lowe · Wielka Brytania                                                       | 2:03,94 | Petra Granlund · Szwecja                                                   | 2:04,38    |
| Styl zmienny    |                                                                                      |               |                                                                                    |         |                                                                            |            |
| Kobiety 100 m   | Ariana Kukors · Stany Zjednoczone                                                    | 58,95         | Kotuku Ngawati · Australia                                                         | 59,27   | Hinkelien Schreuder · Holandia                                             | 59,53      |
| Kobiety 200 m   | Mireia Belmonte · Hiszpania                                                          | 2:05,73 ER    | Ye Shiwen · Chiny                                                                  | 2:05,94 | Ariana Kukors · Stany Zjednoczone                                          | 2:06,09    |
| Kobiety 400 m   | Mireia Belmonte · Hiszpania                                                          | 4:24,21 CR ER | Ye Shiwen · Chiny                                                                  | 4:24,55 | Li Xuanxu · Chiny                                                          | 4:29,05    |
| Styl dowolny    |                                                                                      |               |                                                                                    |         |                                                                            |            |
| Kobiety 4x100 m | Femke Heemskerk · Inge Dekker · Hinkelien Schreuder · Ranomi Kromowidjojo · Holandia | 3:28,54 CR    | Natalie Coughlin · Katie Hoff · Jessica Hardy · Dana Vollmer · Stany Zjednoczone   | 3:29,54 | Tang Yi · Zhi Qianwei · Pang Jiaying · Li Zhesi · Chiny                    | 3:29,81    |
| Kobiety 4x200 m | Chen Qian · Tang Yi · Liu Jing · Zhu Qianwei · Chiny                                 | 7:35,94 WR    | Blair Evans · Jade Neilsen · Kelly Stubbins · Kylie Palmer · Australia             | 7:37,57 | Camille Muffat · Coralie Balmy · Mylène Lazare · Ophélie Etienne · Francja | 7:38,33 ER |
| Styl zmienny    |                                                                                      |               |                                                                                    |         |                                                                            |            |
| Kobiety 4x100 m | Zhao Jing · Zhao Jin · Liu Zige · Tang Yi · Chiny                                    | 3:48,29 CR    | Natalie Coughlin · Rebecca Soni · Dana Vollmer · Jessica Hardy · Stany Zjednoczone | 3:48,56 | Rachel Goh · Leisel Jones · Felicity Galvez · Marieke Guehrer · Australia  | 3:48,88    |